# Sofronie Drincec
Sofronie Drincec, pe numele de mirean Radu Ștefan Drincec, (n. 3 noiembrie 1967, Arad) este un episcop român ortodox, care îndeplinește din 2007 și până în prezent funcția de episcop al Episcopiei Oradiei și Bihorului.

## Biografie
Între anii 1987–1993 a absolvit succes cursurile la Universitatea de Medicină și Farmacie Victor Babeș din Timișoara.  În anul 1995 a primit tunderea în monahism, având ca naș de călugărie pe Serafim Joantă, pe atunci arhiepiscop român ortodox de Berlin și totodată mitropolit român ortodox al Germaniei și Europei Centrale și de Nord. Între 1995 - 1998 a lucrat ca inspector pe probleme de asistență socială la Episcopia Aradului. În 1997 a obținut licența în Teologie, la Facultatea de Teologie din Arad. Din 1998 și până în 1999 a lucrat ca secretar la Cabinetul Patriarhal din București. Prin grija patriarhului Teoctist, la 31 ianuarie 1999, Sfântul Sinod al Bisericii Ortodoxe Române, în ședința sa plenară, l-a ales în funcția de episcop de Gyula iar la 13 februarie 2007, Sfântul Sinod al Bisericii Ortodoxe Române, în ședința sa plenară, l-a ales în funcția de episcop de Oradea. Ceremonia de instalare în funcție a avut loc pe 25 februarie 2007 în Biserica cu Lună.